# پیکان هیل (تگزاس)
پیکان هیل، تگزاس (به انگلیسی: Pecan Hill, Texas) یک شهر در ایالات متحده آمریکا با جمعیت ۶۷۲ نفر است که در تگزاس واقع شده‌است.

## موقعیت جغرافیایی
موقعیت جغرافیایی شهرها و مناطق اطراف به شرح زیر است: